# Вижня Тернава
Вижня Тернава (пол. Tarnawa Wyżna) — колишнє село у Турківському районі, сьогодні — село в Польщі, у гміні Літовищі Бещадського повіту Підкарпатського воєводства.

## Історія
1444 року на територію, де згодом постала Вижня Тернава, польським королем Владиславом Варненчиком надано привілей лицарю Занкові з Турки.
1537 року заснована Тернава Вижня над річкою Сян — привілей надав краківський воєвода Петро Кміта священикові Василю Ільницькому. Село входило до Сяноцької землі Руського воєводства.
У 1772—1918 рр. село було у складі Австро-Угорської монархії[джерело?], у провінції Королівство Галичини та Володимирії, з 1867 р. село належало до Турківського повіту. Біля села під час Першої світової війни на початку 1915-го року відбувалися запеклі бої.
У 1919—1939 рр. — у складі Польщі. Село належало до Турківського повіту Станиславівського воєводства (з 1931 р. — Львівського воєводства), у 1934—1939 рр. входило до складу ґміни Тарнава Ніжна. У селі розташовувалося підприємство, вузькоколійкою постачалася деревина бука, виготовляли елементи меблів — експортувалися до Бельгії, Голландії, Франції. В 1930 р. заснована читальня «Просвіти».

## Церква

Церква у Тернаві Горішній (Сяніцький повіт).
Споруджена у 1817 році.

До 1655 року відноситься перша згадка про церкву — із тогорічного податкового реєстру. 1746 року споруджено дерев'яний храм, 1889-го біля нього зведено церкву Св. апостолів Петра і Павла, яка була парафіяльною церквою, парафія належала до Затварницького деканату (з 1924 р. — Турчанського) Перемишльської єпархії. В 1936 в селі було 719 греко-католиків. Церква була зруйнована після другої світової війни.

## Населення
У 1881 р. в селі нараховувалося 88 будинків і 502 жителі, з них 461 греко-католик, 12 римо-католиків і 29 юдеїв.
В 1921 р. в селі нараховувалося 614 жителів (у 110 будинках), з них 542 греко-католики, 17 римо-католиків і 55 юдеїв.
1931 року в Тарнаві Вижній проживало 813 людей. 1938 року населення становило 765 осіб. В 1939 в селі проживало 900 мешканців, з них 825 українців, 25 поляків і 50 євреїв.
Село виселене протягом 1939—1940, 1944, 1946—1947, 1951 років під час «зачистки лінії кордону». Західна частина території села (на лівому березі Сяну) віддана Польщі. З українського боку станом на 2010-ті роки є дев'ять садиб, проживає 30 осіб.